# たけしのダンカン馬鹿野郎!!
『たけしのダンカン馬鹿野郎!!』（たけしのダンカンばかやろう）は、2014年10月17日の金曜深夜25:20～26:20（フジバラナイトFRIDAY内）に放送されたフジテレビのバラエティ番組である。ビートたけしとダンカンの冠番組。

## 概要
1991年から1996年にフジテレビの深夜に放送されていた『北野ファンクラブ』を意識した形で復活制作されたビートたけしのトークバラエティー。
放送された曜日と放送時間も金曜日の深夜1時過ぎと北野ファンクラブとほぼ同じで放送された。
番組の内容は、たけしが日頃から疑問に思う事をトークネタ（深夜番組の為、下ネタ的な物も多い）として60分しゃべり続ける。北野ファンクラブの時は、たけしの話し相手は高田文夫だったが当番組ではたけし軍団やビートきよしが相手である為、『足立区のたけし、世界の北野』のトークコーナーの様な雰囲気で番組が進行した。
番組のオープニングでは、たけしが登場するまでたけし軍団がトークしている間、たけしが過去に出した歌「I FEEL LUCKY」→「OK!マリアンヌ」→「ロンリーボーイ・ロンリーガール」をBGMとして流れていた。
またスタジオ内のセットも北野ファンクラブの初期にあったミステリーサークル風の様な床面パネルと足立区のたけし時代と同様の白背景にホワイトボード数枚、今回の番組の版画デザインの美術セットが組まれた。北野ファンクラブ時代に使われた照明バトンに設置された天井カメラの映像やエンディングのスタッフロールのテロップ書体やエンディング曲に北野ファンクラブのオープニングテーマだった美空ひばりの「STAR DUST」が使われたなど、過去シリーズのディテールを残しつつ番組が制作されていた。
なおビートたけしが『たけしのコマ大数学科』終了後にフジテレビの深夜番組に出演するのは『さんま・中居の今夜も眠れない』と、この番組が放送された6日前の10月12日に放送した『キタノ工務店』以来となる。
たけしや軍団メンバーは番組レギュラー化を狙っていたが、フジバラナイトFRIDAY内で特別番組として放送されたのみで、2回目以降の放送は行われていない。
番組タイトルになっている「ダンカン馬鹿野郎」は、芸人・素人問わずビートたけしのモノマネをする人がほとんど真似る口癖の様なものとされているが、たけし本人は「一度も言った事はない」と発言し（ダンカンに対してより松尾伴内・ラッシャー板前・井手らっきょに対して馬鹿野郎と発言する事が多い）、ダンカンも「殿から言われた事は一度もない」と発言している。

## テーマ曲
エンディングテーマ
- 「STAR DUST」美空ひばり（北野ファンクラブのオープニングテーマ曲）

## 出演者
- ビートたけし
- ダンカン
- 玉袋筋太郎
- 〆さばアタル
- アル北郷
- ビートきよし

## スタッフ
主なスタッフは『たけしのコマ大数学科』のスタッフだが『北野ファンクラブ』時代のスタッフも数名参加している。
- 企画：ビートたけし
- 編成：南條祐紀（フジテレビ）
- 構成：斉藤タカシ、ダンカン ／ 〆さばアタル、アル北郷
- ＴＰ：岡本隆嗣
- ＴＤ：川崎昭
- カメラ：五江渕 勝 (たけしの斎藤寝具店でCCDカメラのセッティングをミスして罰ゲームにスタイリーを受けたスタッフ)
- 照明：出口勉
- 音声：飯塚幸子
- ＶＥ：宮入俊彰
- ＶＴＲ：北本崇
- 音響効果：有馬克己（北野ファンクラブ第1回目からのスタッフ）
- ＥＥＤ：関口晴央
- ＭＡ：中村裕子
- ＴＫ：伊藤裕子
- 美術：高松浩則（北野ファンクラブ初期から中期担当のスタッフ）
- 美術進行：東山浩美（北野ファンクラブ末期担当のスタッフ）
- 装置：鈴木匡人
- 操作：坂上好明
- 衣装：原口恵理
- 特殊道具：白鳥保夫
- 持道具：寺澤麻由美
- メイク：林崎真理子
- キャラクター版画：とみこはん（オフィス北野・元マネージャー）
- 技術協力：ビデオスタッフ、エクサインターナショナル（収録スタジオ）、ザ・ホライズン、スカイウォーカー、ザ・チューブ
- 美術協力：アックス
- 協力：オフィス北野
- 演出：牧良昭（EAST）
- プロデューサー：吉田宏（EAST・北野ファンクラブ第1回目からのスタッフ）
- 制作：フジテレビ
- 制作著作：EAST ENTERTAINMENT